# 三反射鏡消像散系統

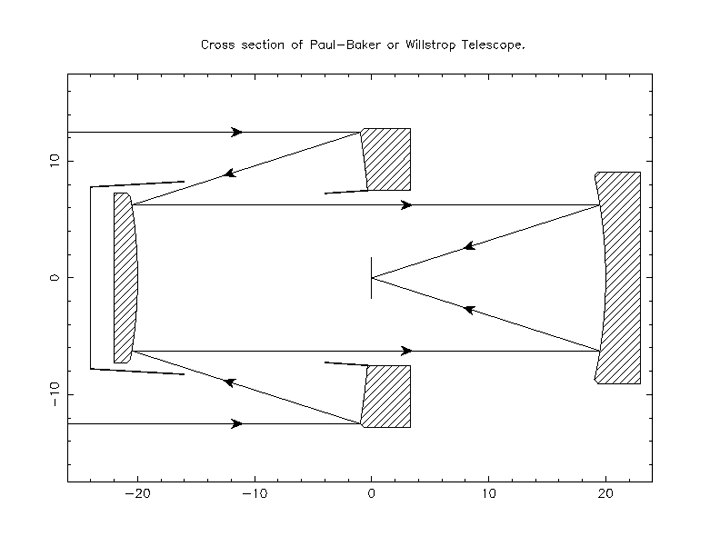
保羅或保羅－貝克式三反射鏡消像散系統。保羅的設計為拋物面主鏡與球面的次級與三級反射鏡。保羅－貝克式設計略為修改了次級反射鏡以實現平坦的焦平面。

三反射鏡消像散系統（Three-mirror anastigmat）是以三個曲面反射鏡建立的望遠鏡。本型望遠鏡的設計是要將主要的三種光學像差，即球面像差、彗形像差和像散的影響下降到最低。這設計主要用於寬視場，並且視場會比只使用一或兩個曲面反射鏡的系統大得多。
只有一個曲面鏡的望遠鏡，例如牛顿望远镜，總是受到像差影響。如果主反射鏡是球面，就會有球面像差。如果是拋物面鏡，雖然可以修正球面像差，卻會有彗形像差和離軸像差。如果是兩個曲面反射鏡的系統，例如里奇-克萊琴望遠鏡，可以消除彗形像差。這樣的系統擁有較大的有效視場，並且其餘的像差對稱圍繞在變形的天體影像，允許進行廣視野的天體測量。然而，擁有第三級光學元件的系統可以消除像差。如果第三個元件是反射鏡，即為本條目所述「三反射鏡消像散」。實際設計上，這樣的光學系統中還可能包含任意數量的平坦摺疊鏡以彎曲光路，以達到更方便的光學配置。

## 歷史
光學設計師可使用多種不同的三反射鏡組合以消除所有三階像差。通常這些設計需要解相對複雜的方程式。然而還是有數個較簡單的配置可讓設計者從直觀的概念開始設計。

### 保羅式
第一個三反射鏡系統是在1935年由莫里斯·保羅（Maurice Paul）提出。保羅的解決方案背後基本理念是球面反射鏡，並且望遠鏡口徑位於反射鏡曲面中心，將只有球面像差，不會有彗形等其他種類像差（但這個系統確實在球面鏡半徑一半的曲面處產生影像）。所以，如果能修正球面像差，就可以產生非常廣大的視場。這設計與傳統的施密特攝星儀相似，但施密特攝星儀以折射的施密特修正板代替第三面反射鏡。
保羅的思維是從一個梅森光束壓縮器開始，這系統看起來像由兩個（共焦）抛物面製作的卡塞格林反射鏡，光線進出系統都是準直的。壓縮器射入光線並導向三級反射鏡，導致傳統球面像差。保羅的關鍵見解是次鏡可以改回使用球面鏡。這種情況可以想像成產生球面像差的三級反射鏡被施密特攝星儀取代，在曲率中心有一個修正板。如果次級和三級反射鏡的半徑相同，但曲率相反，並且三級反射鏡的曲率中心直接放在次級反射鏡的頂點處，就相當於施密特修正板放置於拋物面的次級反射鏡上方。因此，相當於施密特望遠鏡的施密特修正板作用的三級反射鏡像差被梅森系統突出拋物面次級反射鏡抵銷，這是因為兩個鏡子的球面像差程度相同，但方向相反而得以修正。此外，因為這是梅森和施密特兩個消像散系統的組合，如此產生的系統也是消像散系統，因此三級像差的修正只是純粹的加法。此外，望遠鏡次級反射鏡也更容易製作。這個設計也被稱為「梅森－施密特」，因為該系統將梅森的配置作為施密特攝星儀的修正板。

### 保羅－貝克式
保羅的設計會產生彎曲的焦平面，1969年詹姆士·吉爾伯特·貝克的設計對此進行了修正。保羅－貝克式的設計增加了額外空間，並將次級反射鏡改成橢球面，以得到平坦的焦平面。

### 柯爾施望遠鏡
更普及的三反射式消像散解決方案由迪特里希·柯爾施（Dietrich Korsch）於1972年開發。柯爾施望遠鏡（Korsch telescope）可修正球面像差、彗形像差、像散和佩兹瓦尔像场弯曲，並且擁有廣大視野，並且可確保在焦平面上出現很少雜散光。

## 範例
- 詹姆斯·韦伯太空望远镜即為三反射鏡消像散望遠鏡。
- 歐幾里得衛星使用柯爾施望遠鏡。
- 劍橋大學三鏡望遠鏡（页面存档备份，存于）研究包含了1985年建立的口徑100mm的工程模型，與1986年的口徑500mm原型鏡。
- 大型綜合巡天望遠鏡使用修改過的保羅－貝克式設計三反射鏡消像散望遠鏡。
- KH-11（英语：KH-11 Kennan）間諜衛星（或者現在可能已經取消的未來圖像建築師（英语：Future Imagery Architecture）衛星）可能使用了三反射鏡消像散望遠鏡，因為美國國家偵察局交給NASA的備用望遠鏡都是這種形式。
- 歐洲極大望遠鏡將使用三反射鏡消像散設計，設計中增加兩個平坦摺疊面鏡。
- Deimos-2與DubaiSat-2（英语：DubaiSat-2）地球觀測衛星都使用了柯爾施望遠鏡[6][7]。
- 新視野號拉爾夫多光譜可見光成像相機（英语：Ralph (New Horizons)）的望遠鏡。